# Kaba (Hongarije)
Kaba is een plaats (város) en gemeente in het Hongaarse comitaat Hajdú-Bihar, ca. 35 ten zuidwesten van Debrecen. Kaba telt 5440 inwoners (2021) en kreeg in 2003 de status van stad. 
Tussen 1979 en 2006 stond in Kaba de grootste suikerfabriek van Hongarije.
Kaba is sinds 1857 bekend door de 2,6 kilo zware meteoriet van Kaba, die hier op 15 april van dat jaar insloeg en in het museum van het Collegium van Debrecen bewaard wordt.

## Verkeer
Kaba ligt direct aan de autosnelweg M3 en aan de parallel daaraan lopende spoorlijn die Boedapest met Debrecen verbindt. Beide lopen langs de noordkant van de stad.

## Partnersteden
Kaba heeft stedenbanden met Aleșd en Cetariu (beide Roemenië) en Dzierzkowice (Polen).